# Agonum ferruginosum
Agonum ferruginosum är en skalbaggsart som beskrevs av Pierre François Marie Auguste Dejean. Agonum ferruginosum ingår i släktet Agonum och familjen jordlöpare. Inga underarter finns listade i Catalogue of Life.